# Дуглас-пік
Пік Дугласа (англ. Douglas Peak) — гора в південних Альпах на кордоні регіонів Вест-Кост та Кентербері, 18-та за абсолютною висотою вершина Нової Зеландії та 7-ма за висотою «незалежна вершина» країни. Один з тритисячників країни, який піднімається на висоту 3077 метрів над рівнем моря.

## Географія
Вершина розташована за кілька кілометрів на північний схід від другої за висотою гори країни, гори Тасман (3497 м). Гора розташована між тритисячниками горою Гайдінґер (3070 м) на півдні та піком Глетчер (3002 м) на північному сході. На заході розташовані притоки льодовика Фокса, на схід — притоки льодовика Тасман.
Абсолютна висота вершини 3077 метри над рівнем моря. Відносна висота — 318 м. За цим показником гора відноситься до «незалежних вершин» і є 6-ю за абсолютною висотою у Новій Зеландії, в цьому списку. Найнижче ключове сідло вершини, по якому вимірюється її відносна висота — «Перевал Піонер» (англ. Pioneer Pass), має висоту 2759 м над рівнем моря і розташоване за 2,4 км на південний-захід (43°33′34.13″ пд. ш. 170°11′4.85″ сх. д. / 43.5594806° пд. ш. 170.1846806° сх. д.). Топографічна ізоляція вершини відносно найближчої вищої гори Гааст (англ. Mount Haast, 3114 м), яка розташована на південному заході, становить 2,76 км.
Вершина гори є частиною кордону між регіонами Вест-Кост Нової Зеландії та Кентербері.

## Підкорення
Перше сходження було здійснено під вечір 28 січня 1907 року альпіністами Ебенезером Тайхельманом, Олександром Гремом та Генрі Едвардом Ньютоном із заходу через гірський хребет Піонер.
На гору найкраще підніматися з вересня по березень, що відповідає літнім місяцям південної півкулі. Підйом класифікується як альпійський, 3-го класу складності.